# 東新宿駅
東新宿駅（ひがししんじゅくえき）は、東京都新宿区新宿七丁目にある、東京都交通局（都営地下鉄）・東京地下鉄（東京メトロ）の駅。

## 概要
都営地下鉄の大江戸線と、東京メトロの副都心線が乗り入れ、接続駅となっている。駅番号は、大江戸線がE 02、副都心線がF 12。
2000年（平成12年）12月に大江戸線の駅として開設。駅の機構はほとんどが新宿七丁目に含まれるが、一部は新宿六丁目（駅東南）、大久保一丁目（駅北西）、歌舞伎町二丁目（駅南西）にもまたがる。もともと駅周辺は地盤の良い地域でもあり、駅開設後、新宿七丁目を中心にマンションの造成が進み、閑静な住宅地が形成されるにつれて駅の利用者数が増加し、2008年（平成20年）6月の副都心線開通後も高い利用者増加率を見せ続けている。
その後三菱地所による「新宿イーストサイド」再開発計画により、2012年（平成24年）4月には商業・ビジネス複合型のオフィスビル「新宿イーストサイドスクエア」が駅直結で建設され、外構空間も40%が緑化され、周辺地域と一体化した回遊性の高いランドスケープを形成している。イーストサイド南側には、地上32階・地下1階・高さ111.7m・総戸数761戸のタワーマンションなど、複数のマンションも建設されている。
また、住宅街の広がる駅東側の新宿七丁目では、2011年（平成23年）に「新宿ここ・から広場」が整備され新宿区民の生活交流施設が集積し、2014年（平成26年）には新宿区と新宿区医師会が連携した保健医療施設である東新宿保健センター・新宿区医師会区民健康センター（災害医療救護支援センター）が開設されるなど、区民向けのインフラも整備されている。

## 歴史
開業前の仮名称は都営大江戸線の駅が「西大久保」であった、副都心線は「新宿七丁目」であった。
- 2000年（平成12年）12月12日：大江戸線の駅が開業。
- 2007年（平成19年）3月18日：ICカード「PASMO」の利用が可能となる[7]。
- 2008年（平成20年）6月14日：副都心線の駅が開業[8][9]。
- 2012年（平成24年）4月27日：駅直結の超高層ビル「新宿イーストサイドスクエア」が竣工[2]。
- 2015年（平成27年）5月30日：副都心線駅ホームを2面式に拡大[10]。

## 駅構造
駅は武蔵野台地の東端、豊島台に位置し、上位から関東ローム層、段丘礫層、東京層、上層層群に覆われており、粘性土は硬く、砂質土も極めて締まった状態である。駅周辺の表層地盤増幅率も低い。

### 都営地下鉄
島式ホーム1面2線を有する地下3層（一部2層）の地下駅。新宿七丁目交差点を中心に、職安通り・抜弁天通りの直下に位置する。ホーム長137m、幅8m、深さは18.3mで大江戸線平均 (22.3m) よりも浅く、開削工法で築造された。
大江戸線は、公募プロポーザル方式により各駅で異なる建築家が設計しており、東新宿駅はマナベ建築設計事務所が手がけている。駅のデザインのキーワードは「光」と「斜光」で、地下空間に地上の自然光を演出している。「ゆとりの空間」には、渡辺豊重作の「あすをあなたに (TOMORROW FOR YOU)」が置かれている。

#### のりば
| 番線 | 路線         | 行先                                           |
| ---- | ------------ | ---------------------------------------------- |
| 1    | 都営大江戸線 | 新宿西口・都庁前・（都庁前のりかえ）光が丘方面 |
| 2    | 都営大江戸線 | 飯田橋・両国方面                               |

（出典：都営地下鉄:駅構内図）

### 東京メトロ
明治通りの直下、新宿七丁目交差点と大久保二丁目交差点の間に位置する。上下2層式、各層に島式ホーム1面2線を有する2面4線の構造である。ホームの位置は上層（地下5階）が渋谷方面、下層（地下6階）が池袋方面となる。上下2層に分けられた理由は、同一階層で2面4線の構造にすると明治通りの道幅に収まらなくなるためである。新たに建設された副都心線の池袋 - 渋谷間では最も深い駅に該当する。駅中心部における地表からレール面までの深さはB線（池袋方面）は35.4m、A線（渋谷方面）は29.2 mとなり、東京メトロ全駅では4番目に深い駅（B線ホーム）に該当する。
駅の北側（大久保通りとの交差部分）は、電力などのライフラインが多く埋設されていることから非開削（パイプルーフ工法）で建設されており、そのため地上への出入口が駅の中央と南側（新宿七丁目側）に位置しており、駅北端の大久保通り沿いにはエレベーターのみが設置されている。大江戸線との連絡通路も駅南端に位置する。
駅のデザイン・コンセプトは「つつじ」と「アクティブ」であり、ステーションカラーにはつつじの薄紅が採用され、ホームの壁面やベンチのデザインにもつつじの花が使われている。かつて駅にほど近い地区が「つつじの里」（鉄炮組百人隊の武士たちが内職でつつじを栽培していた）として知られており、現在は、「商業地域であると同時に、住宅地でもあり、多種多様な地域性が融合し、活気に満ちている（アクティブ）地域性」 から、設定されたものである。地下4階では中山ダイスケの作品「新宿躑躅」を見ることができる。
当駅では優等列車の追い抜きが行われており、当初は、ホームドアが待避線側にのみ設置され、通過線側には壁が設置されていた。よって、優等列車の待避の有無に関係なく、当駅に停車する列車はすべて待避線側に入線していた。ただし、通過線側の壁は一部が開閉可能な構造になっており、異常時には通過線側からも乗客がホームに脱出できる構造とされていた。この通過線側の壁は、平成27年度事業計画で、交互発着機能の付加により遅延対策を図るとされ、2015年5月末までに撤去され、現在のホームドアが設置された。2015年5月30日より、通過線側のホームも供用開始されたことで、各方面とも1面だったホームが各2面に拡大し、スムーズな運行による安定輸送の向上が図られることになった。

#### のりば
| 番線 | 路線     | 行先                       |
| ---- | -------- | -------------------------- |
| 1・2 | 副都心線 | 渋谷方面                   |
| 3・4 | 副都心線 | 和光市・森林公園・飯能方面 |

（出典：東京メトロ:構内図）
- 8両編成の列車は、各ホームとも進行方向前寄りに停車する。
- 1・3番線が主本線、2・4番線が待避線である。主本線は両線とも進行方向左側（車両の右側のドアが開く）、待避線は同右側（左側のドアが開く）にあり、そのためA線では東から1番線・2番線となっているのに対し、B線では東から4番線・3番線となっている。

#### 発車メロディ
開業当初からスイッチ制作の発車メロディ（発車サイン音）を使用している。
| 番線 | 曲名           | 作曲者   |
| ---- | -------------- | -------- |
| 1    | きらめくホーム | 福嶋尚哉 |
| 2    | 花咲く街角     | 福嶋尚哉 |
| 3    | 風を感じて     | 山崎泰之 |
| 4    | 春の翼         | 福嶋尚哉 |

## 利用状況
開業以来、利用者数は増加を続けており、副都心線開通後も、都営地下鉄・東京メトロともに利用者数の大幅な増加が続いている。
- 都営地下鉄 - 2023年度の1日平均乗降人員は35,979人（乗車人員：18,263人、降車人員：17,716人）である[都交 1]。
開業当初の乗車人員の見込みは18,000人であったが[26]、1日平均乗降人員は2008年度が18,231人、副都心線開通で乗換駅となった2009年度が19,550人に増加しているなど、近年は増加傾向にある。
- 東京メトロ - 2024年度の1日平均乗降人員は40,302人である[メトロ 1]。
東京メトロ全130駅中90位。そして、東京メトロにおける1日平均乗降人員も2009年度は16,152人（前年度比19.8%増）、2010年度は18,375人（前年度比13.8%増）となり、東京メトロ全駅で最も高い増加率を見せている。ただし、副都心線内で地下鉄同士の接続のある駅の中では最少。

### 年度別1日平均乗降人員
開業以降の1日平均乗降人員は下表の通りである。
| 年度               | 都営地下鉄       | 都営地下鉄 | 東京メトロ       | 東京メトロ |
| 年度               | 1日平均 乗降人員 | 増加率     | 1日平均 乗降人員 | 増加率     |
| ------------------ | ---------------- | ---------- | ---------------- | ---------- |
| 2003年（平成15年） | 12,761           | 5.3%       | 未開業           | 未開業     |
| 2004年（平成16年） | 13,323           | 4.4%       | 未開業           | 未開業     |
| 2005年（平成17年） | 13,892           | 4.3%       | 未開業           | 未開業     |
| 2006年（平成18年） | 14,523           | 4.5%       | 未開業           | 未開業     |
| 2007年（平成19年） | 15,915           | 9.6%       | 未開業           | 未開業     |
| 2008年（平成20年） | 18,231           | 14.6%      | 13,485           |            |
| 2009年（平成21年） | 19,550           | 7.2%       | 16,160           | 19.8%      |
| 2010年（平成22年） | 20,631           | 5.5%       | 18,381           | 13.8%      |
| 2011年（平成23年） | 21,552           | 4.5%       | 20,188           | 9.8%       |
| 2012年（平成24年） | 25,063           | 16.3%      | 23,763           | 17.7%      |
| 2013年（平成25年） | 29,922           | 19.4%      | 29,764           | 25.3%      |
| 2014年（平成26年） | 34,887           | 16.6%      | 34,871           | 17.2%      |
| 2015年（平成27年） | 38,055           | 9.1%       | 37,948           | 8.8%       |
| 2016年（平成28年） | 39,820           | 4.6%       | 39,657           | 4.5%       |
| 2017年（平成29年） | 41,560           | 4.4%       | 41,695           | 5.1%       |
| 2018年（平成30年） | 42,629           | 2.6%       | 43,497           | 4.3%       |
| 2019年（令和元年） | 42,014           | −1.4%      | 43,747           | 0.6%       |
| 2020年（令和02年） | 27,925           | −33.5%     | 29,092           | −33.5%     |
| 2021年（令和03年） | 28,280           | 1.3%       | 30,139           | 3.6%       |
| 2022年（令和04年） | 31,429           | 11.%       | 35,204           | 16.8%      |
| 2023年（令和05年） | 35,979           | 14.4%      | 39,476           | 12.1%      |
| 2024年（令和06年） |                  |            | 40,302           | 2.1%       |

### 年度別1日平均乗車人員
開業以降の1日平均乗車人員は下表の通りである。
| 年度               | 都営地下鉄 | 東京メトロ | 出典              |
| ------------------ | ---------- | ---------- | ----------------- |
| 2000年（平成12年） | 3,973      | 未開業     | [ 東京都統計 1 ]  |
| 2001年（平成13年） | 5,170      | 未開業     | [ 東京都統計 2 ]  |
| 2002年（平成14年） | 6,047      | 未開業     | [ 東京都統計 3 ]  |
| 2003年（平成15年） | 6,383      | 未開業     | [ 東京都統計 4 ]  |
| 2004年（平成16年） | 6,687      | 未開業     | [ 東京都統計 5 ]  |
| 2005年（平成17年） | 6,975      | 未開業     | [ 東京都統計 6 ]  |
| 2006年（平成18年） | 7,310      | 未開業     | [ 東京都統計 7 ]  |
| 2007年（平成19年） | 8,112      | 未開業     | [ 東京都統計 8 ]  |
| 2008年（平成20年） | 9,296      | 6,773      | [ 東京都統計 9 ]  |
| 2009年（平成21年） | 9,977      | 8,175      | [ 東京都統計 10 ] |
| 2010年（平成22年） | 10,503     | 9,238      | [ 東京都統計 11 ] |
| 2011年（平成23年） | 11,019     | 10,186     | [ 東京都統計 12 ] |
| 2012年（平成24年） | 12,753     | 11,926     | [ 東京都統計 13 ] |
| 2013年（平成25年） | 15,197     | 15,012     | [ 東京都統計 14 ] |
| 2014年（平成26年） | 17,707     | 17,622     | [ 東京都統計 15 ] |
| 2015年（平成27年） | 19,314     | 19,172     | [ 東京都統計 16 ] |
| 2016年（平成28年） | 20,212     | 20,030     | [ 東京都統計 17 ] |
| 2017年（平成29年） | 21,082     | 21,096     | [ 東京都統計 18 ] |
| 2018年（平成30年） | 21,526     | 22,038     | [ 東京都統計 19 ] |
| 2019年（令和元年） | 21,223     | 22,008     | [ 東京都統計 20 ] |
| 2020年（令和02年） | 13,997     |            |                   |
| 2021年（令和03年） | 14,189     |            |                   |
| 2022年（令和04年） | 15,848     |            |                   |
| 2023年（令和05年） | 18,263     |            |                   |

備考
1. ↑  2000年12月12日開業。開業日から翌年3月31日までの計110日間を集計したデータ。
2. ↑  2008年6月14日開業。開業日から翌年3月31日までの計291日間を集計したデータ。

## 駅周辺
駅近辺は比較的閑静であり、周辺は中高層マンションが多く立地するが、明治通り沿いを中心に老舗ライブハウスが軒を連ねたり、少し歩けば昔ながらの商店街も広がる。2007年に策定された新宿区マスタープランでは、東新宿駅が「生活交流の心」と位置づけられ、「生活者にとって利便性の高い魅力ある地域の新たな拠点となるよう」駅周辺の整備が進められている。また、駅の上を走る明治通りでは、街路樹の配置や沿道の建築物の緑化が進められている。

### 駅出入口
大江戸線開業時に設置されたA系出入口と（A3を除く）、副都心線開業時に設置されたB系出入口がある。また、明治通り沿いならびにA2出入口周辺に路上駐輪場が設けられている（定期278台、時間利用19台）。

#### A1出入口

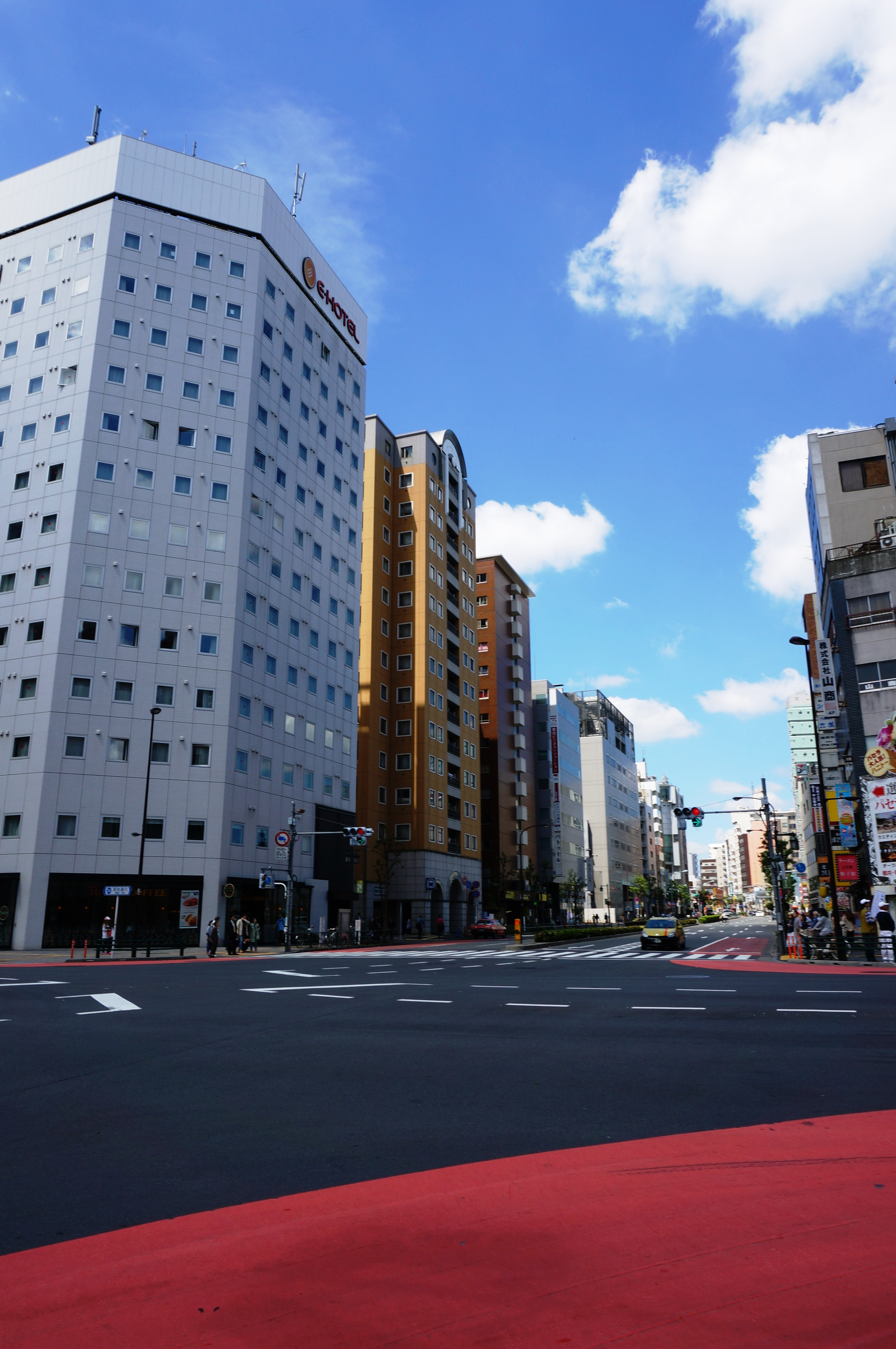
A1出入口周辺

大江戸線開業時に開設。歌舞伎町二丁目の北東端に位置し、職安通りに接している。日清食品ホールディングス東京本社などの商業地区に通じている。エスカレータ（上り）設置。
- 西武新宿駅
- 区役所通り
- 東新宿レジデンシャルタワー
- 新宿歌舞伎町郵便局
- ハローワーク新宿 歌舞伎町庁舎
- 日本健康管理協会 新宿健診プラザ
- 稲荷鬼王神社
- 風林会館
- 東京都立大久保病院
- 日清食品ホールディングス 東京本社（新宿三丁目駅のE1番出入口からも近い）
- 新宿明治通郵便局
- イーホテル東新宿
  - タリーズコーヒー イーホテル東新宿店
- アパホテル 〈東新宿 歌舞伎町東〉
- アパホテル〈東新宿 歌舞伎町〉
- 東横INN新宿歌舞伎町

#### A2出入口

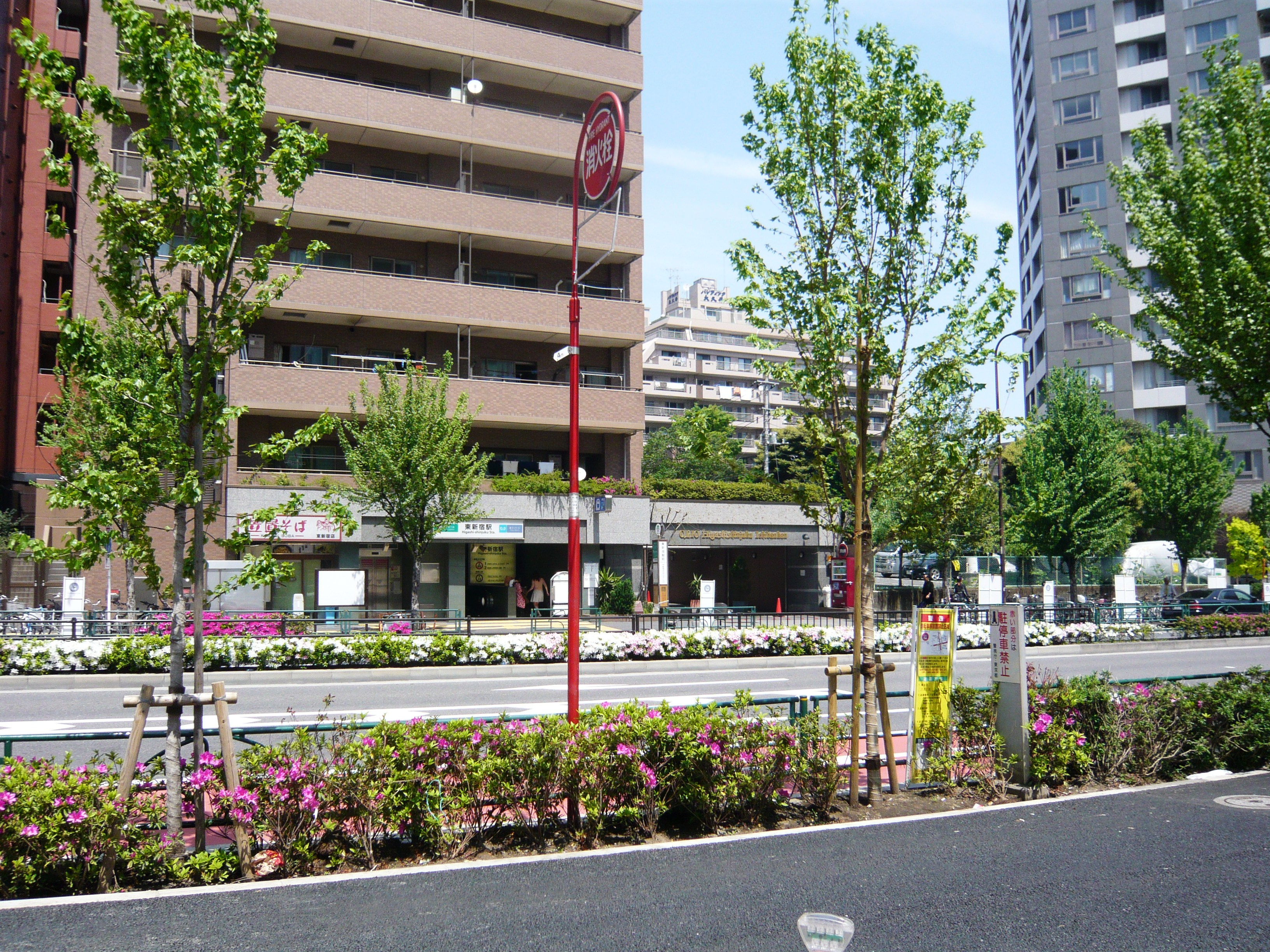
マンションが多く立地するA2出入口

大江戸線開業時に開設。住宅街の広がる新宿七丁目の西南端に位置し、抜弁天通りに接している。エスカレータ（上り）、大江戸線改札階行きエレベータ併設。新宿七丁目は島田久左衛門が開設した久左衛門坂、江戸の情緒を醸し出す石段の梯子坂、尾張藩戸山屋敷の椎の木が覆っていた椎木坂や寺社などもあり、新宿区都市マスタープランでは情緒ある街並みを活かした景観づくりが謳われている。2014年6月には新宿区と新宿区医師会が連携した保健医療施設（東新宿保健センター・新宿区医師会区民健康センター）も開設されている。
- クリオ東新宿壱番館
- 東新宿保健センター・新宿区医師会区民健康センター（新宿区医師会館）
- 東京社会保険協会 フィオーレ健診クリニック
- 抜弁天通り
- 文化センター通り

#### A3出入口

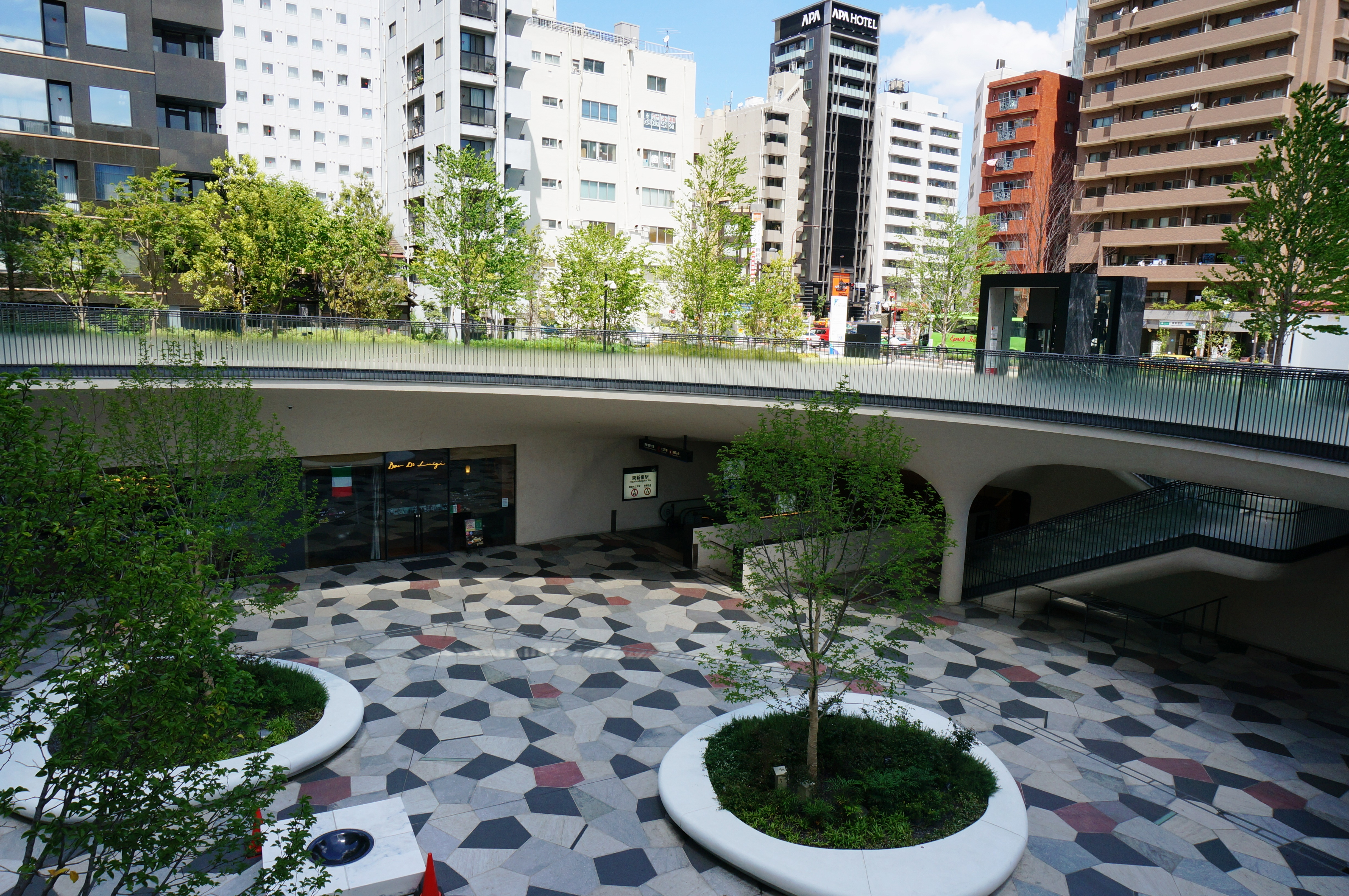
A3出入口サンクンガーデン

2012年（平成24年）4月27日に新設。新宿七丁目と接する新宿六丁目の北端に位置しており、ショップ＆レストランが軒を連ねるサンクンガーデンを介して新宿イーストサイドスクエアと直結している。エスカレーター（上り）、エレベーター設置。
- 新宿イーストサイドスクエア
  - スクウェア・エニックス・ホールディングス本社
  - ハンズ本社
  - SBテクノロジー本社
- コンフォリア新宿イーストサイドタワー
- 東京消防庁新宿消防署大久保出張所
- 新宿区立新宿中学校
- 新宿区立新宿文化センター
- 新宿区立天神小学校
- 東京医科大学
- 西向天神社
- 厳嶋神社（抜弁天）

#### B1出入口
副都心線開業時に新設。大久保一丁目の東端に位置し、明治通りに接している。戸山からも近く、大久保通りと明治通りの交差点付近にはエレベーター専用出入口も設置されている。駅北西部の徒歩圏内には新大久保のコリア・タウンがある。
- JR東日本山手線新大久保駅
- 日本赤十字社東京都支部
- 新宿区立大久保小学校
- 新宿区大久保地域センター
  - 新宿区役所大久保特別出張所
  - 新宿区立大久保図書館
- 新宿大久保郵便局
- 小泉八雲記念公園
- 国立国際医療研究センター病院

#### B2出入口
副都心線開業時に新設。新宿七丁目の西端に位置し、明治通りに接している。エスカレータ（上り）、副都心線改札階行きエレベータ設置。
- 新宿ここ・から広場
  - 子ども総合センター
  - 新宿区勤労者・仕事支援センター
  - 新宿区シルバー人材センター
  - 多目的運動広場、農業体験の場
- 相鉄フレッサイン東新宿駅前（A2出入口からも至近）
- アパホテル東新宿駅前（A1出入口からも至近）

## バス路線

### 都営バス

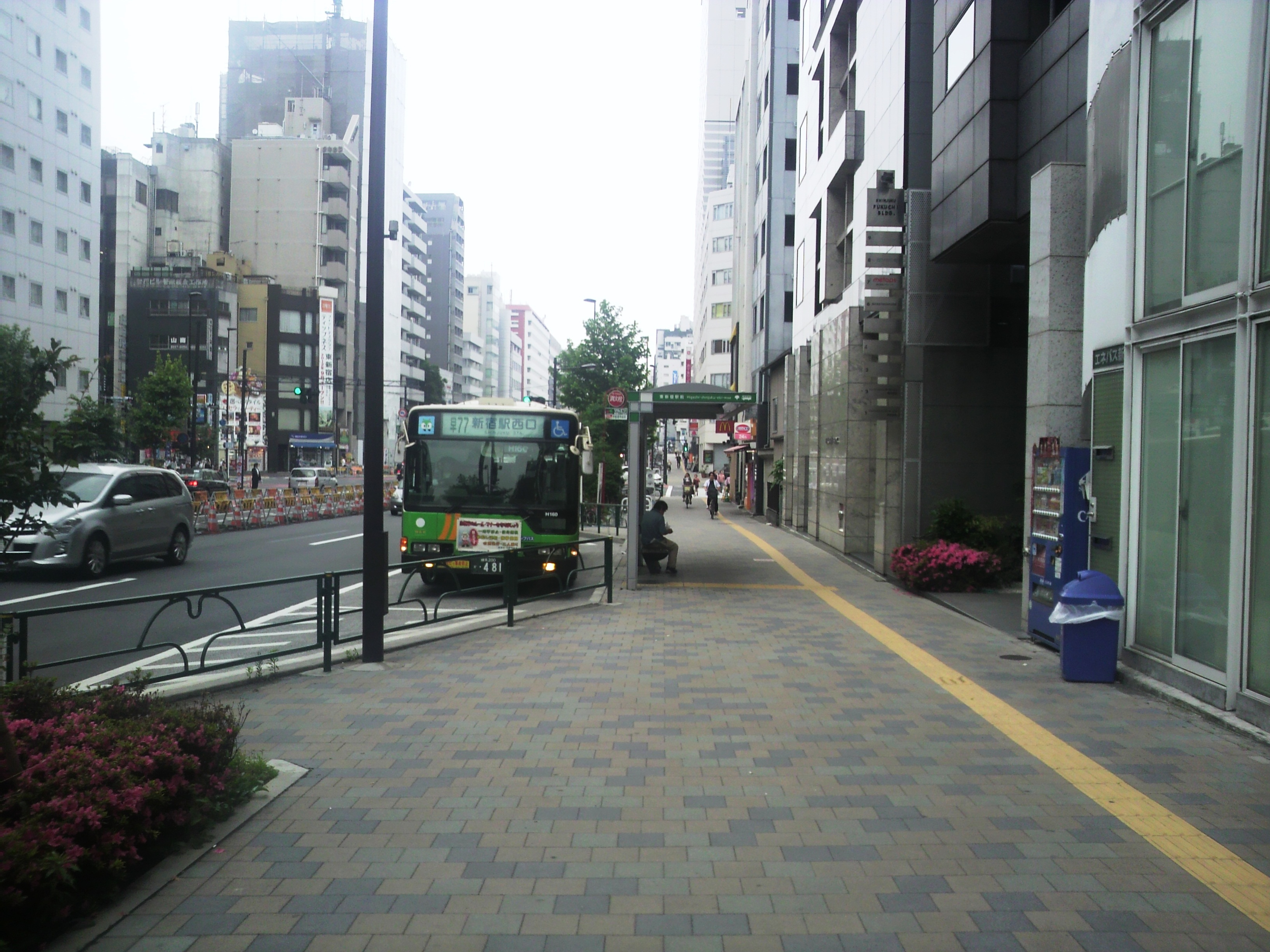
東新宿駅前3番のりば

新宿七丁目交差点周辺に東京都交通局の東新宿駅前停留所が設置されており、以下の路線が発着する。3番のりばは抜弁天通り上、それ以外は明治通り上にある。駅開業前日（2000年12月11日）までは「大久保一丁目」、1978年7月までは「西大久保一丁目」の名称であった。
| のりば | 系統・行先                                                                               |
| ------ | ---------------------------------------------------------------------------------------- |
| 1      | - 宿74：東京女子医大前 - 早77：早稲田 - 池86：池袋駅東口・池袋サンシャインシティ・早稲田 |
| 2      | - 宿74・宿75・早77：新宿駅西口 - 池86：渋谷駅東口（循環）・新宿伊勢丹前                  |
| 3      | - 高71：九段下 - 宿75：東京女子医大前・三宅坂                                            |
| 4      | 高71：高田馬場駅前                                                                       |

この他、最も北側に位置する副都心線B3出入口からは大久保通り停留所も近く、明治通りを通る高71・宿74・宿77・池86系統のほか、大久保通りの橋63・飯64系統も利用可能である。

### その他
東京空港交通
- リムジンバス：東新宿駅前 - 新宿駅 - 羽田空港
  - 2014年10月26日に運行開始[33]。羽田空港行きが午前3時台に1本、東新宿駅行きが午前1 - 2時台にかけて3本運行されている[34]。

K-Shuttle
- 東新宿駅向い→新大久保駅前→新宿区役所向い→新宿駅西口地下ロータリー→都庁前→四谷三丁目→東京女子医大→ドン・キホーテ前[35]
  - 2015年9月に運行を開始した運賃無料の観光バス[36]。新宿韓国商人運合会が運行する片方向の循環線で、毎週金・土・日および祝日に1日4便運行されている。

## 隣の駅
東京都交通局（都営地下鉄）
 都営大江戸線
新宿西口駅 (E 01) - 東新宿駅 (E 02) - 若松河田駅 (E 03)
東京地下鉄（東京メトロ）
 副都心線

■急行・■通勤急行
通過
■各駅停車
西早稲田駅 (F 11) - 東新宿駅 (F 12) - 新宿三丁目駅 (F 13)